# Polskie Zakłady Lotnicze

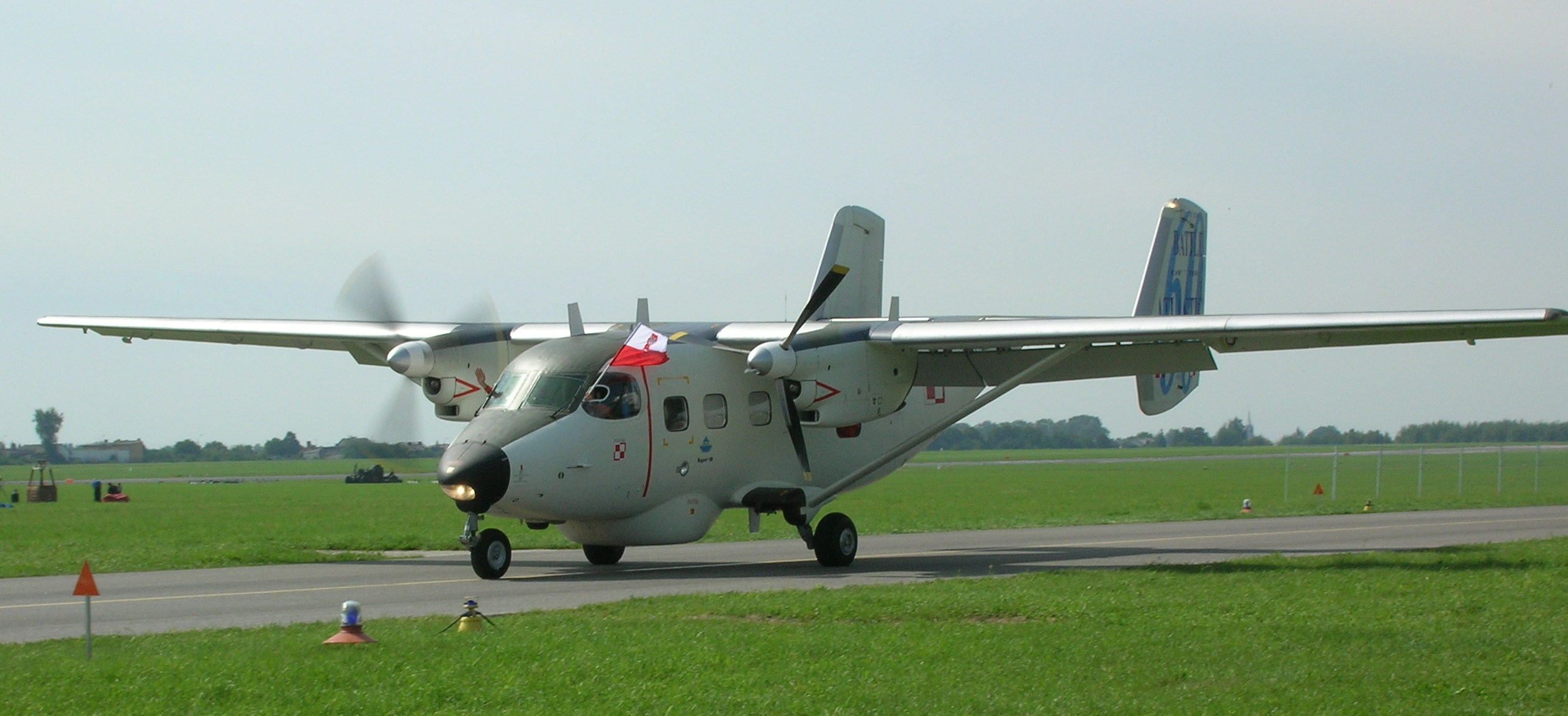
Un PZL M-28B Bryza 1R della Marynarka Wojenna, la marina militare polacca, attualmente prodotto da Polskie Zakłady Lotnicze

Polskie Zakłady Lotnicze (in precedenza Wytwórnia Sprzętu Komunikacyjnego "PZL-Mielec" e ancora prima Wytwórnia Sprzętu Komunikacyjnego – Przedsiębiorstwo Państwowe Wyodrębnione) è un produttore aerospaziale polacco, con sede a Mielec. È inoltre il più grande produttore aerospaziale in Polonia del dopoguerra.
Nel 2007 è stata acquisita da Sikorsky Aircraft Corporation, mantenendo però il suo marchio.

## Storia

### Prima del 1945
Nel 1938-1939 venne costruita a Mielec una fabbrica denominata come PZL WP-2 (Wytwórnia Płatowców 2 - Fabbrica aeronautica di fusoliere n° 2), come una divisione del maggiore costruttore aeronautico polacco PZL con sede a Varsavia (Państwowe Zakłady Lotnicze - Fabbrica statale di costruzioni aeronautiche), ma la produzione iniziò effettivamente solo a partire dallo scoppio della seconda guerra mondiale. Nel marzo 1939 venne prodotto il primo aereo: il bombardiere PZL.37 Łoś, assemblato con componenti forniti dalla fabbrica di Varsavia PZL WP-1.

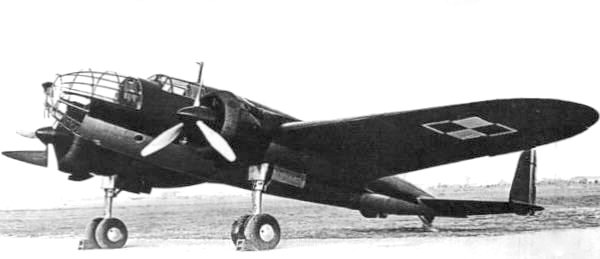
PZL.37 Łoś

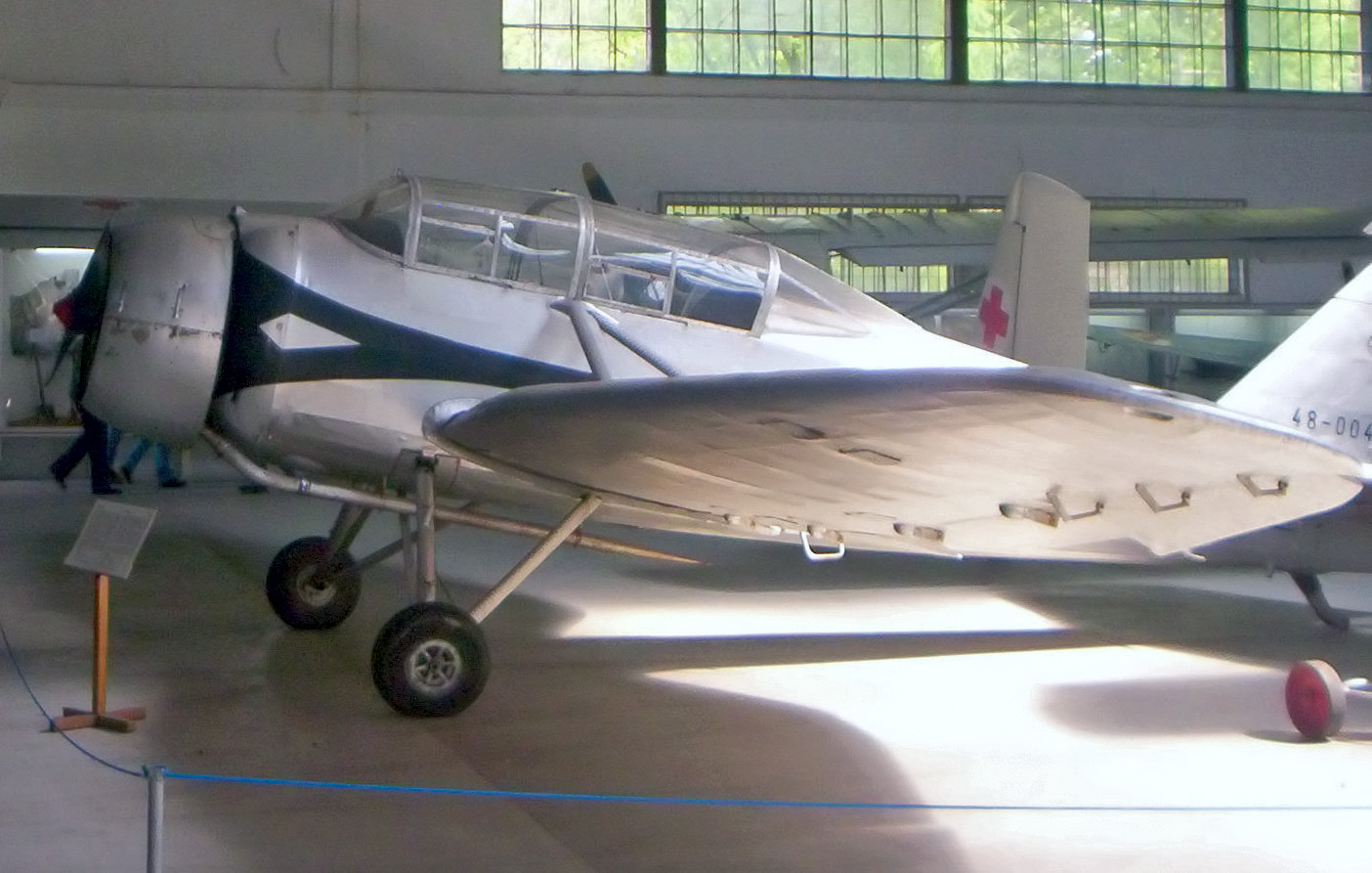
LWD Szpak-4T

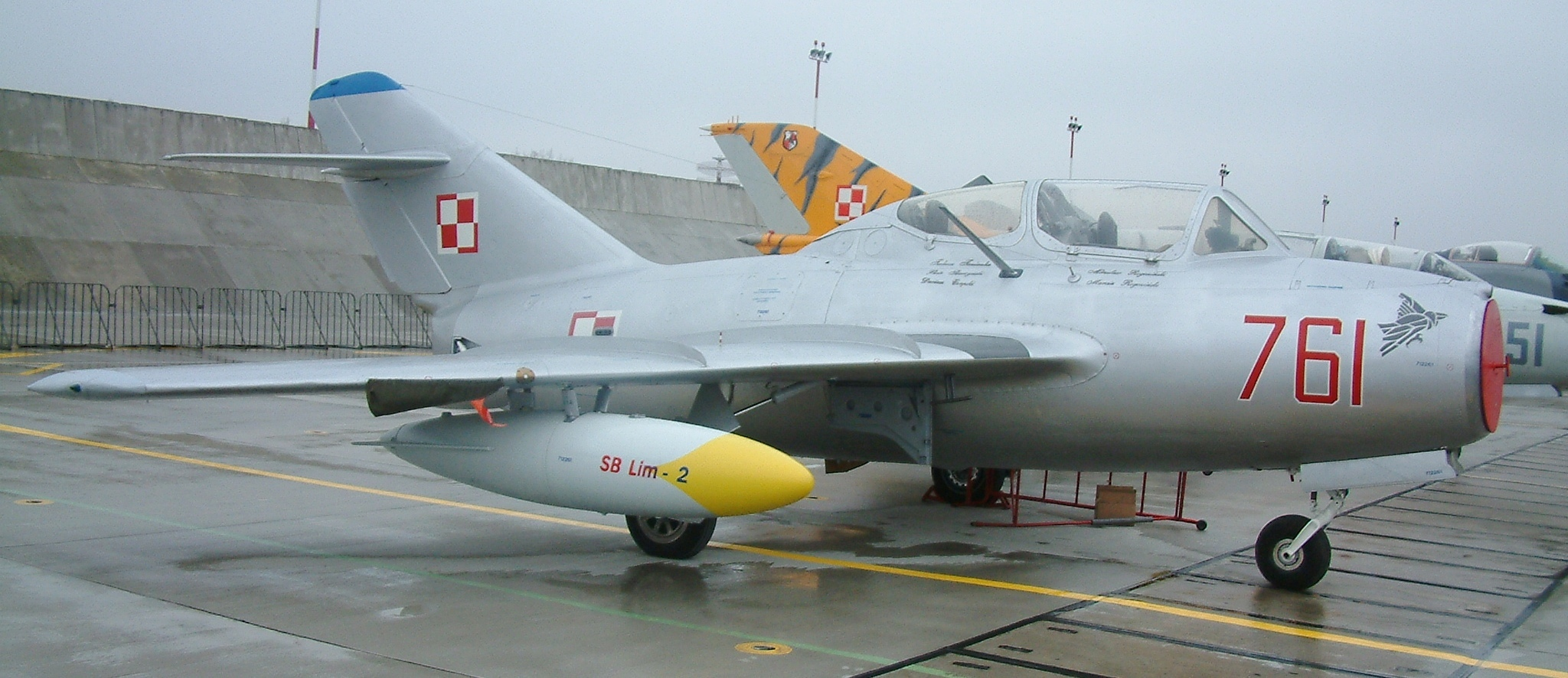
SBLim-2 (Lim-2 variante da addestramento)

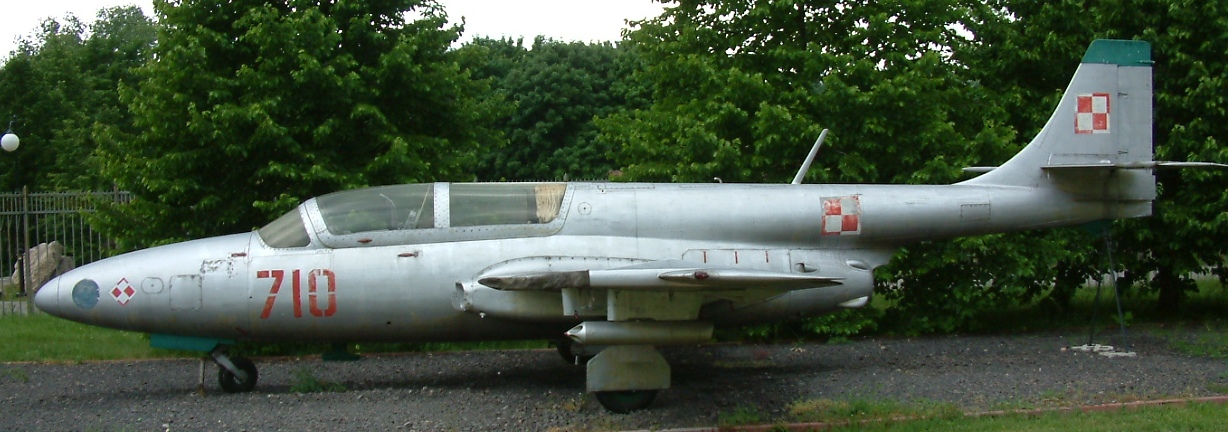
TS-11 Iskra

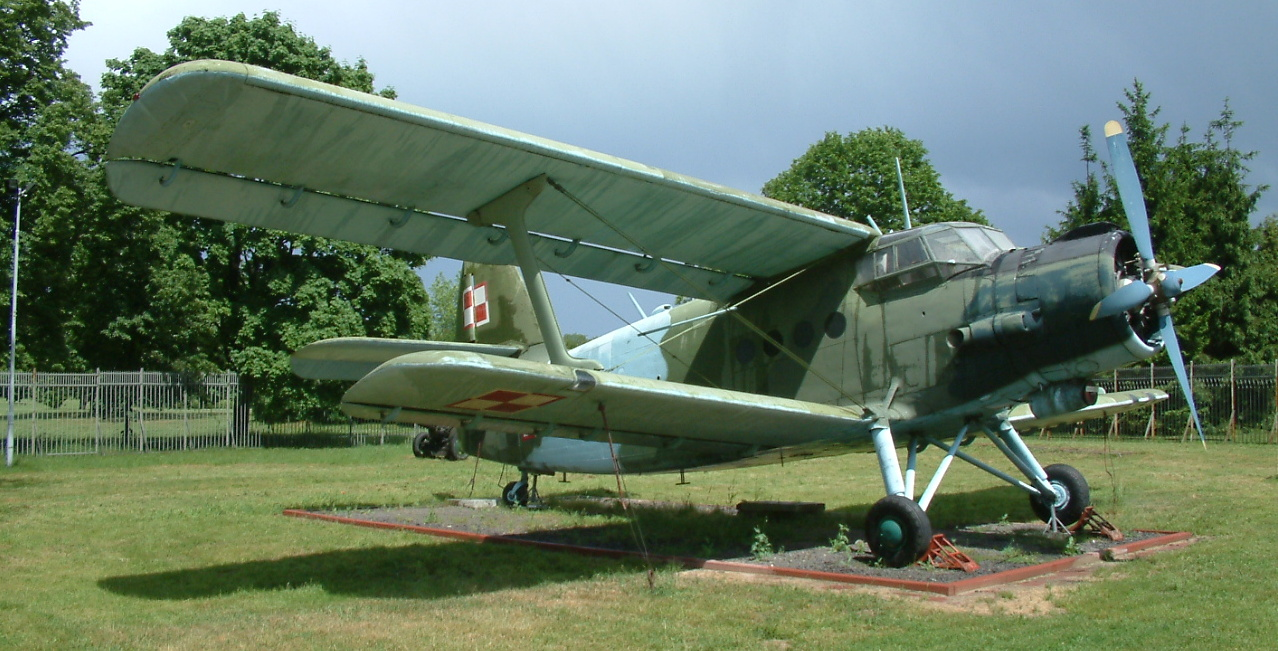
PZL An-2 costruito su licenza

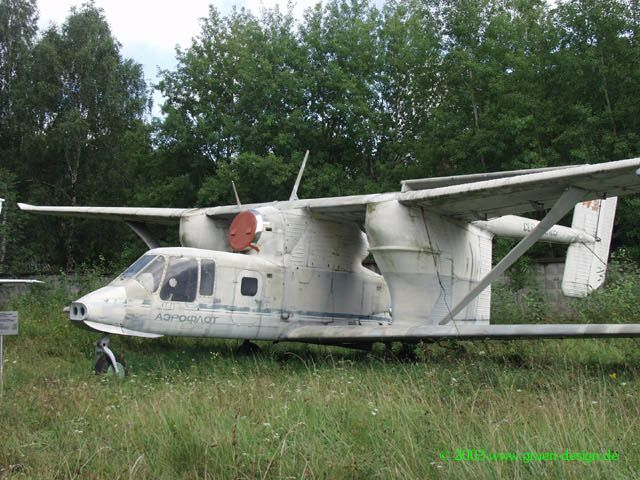
PZL M-15 Belphegor jet

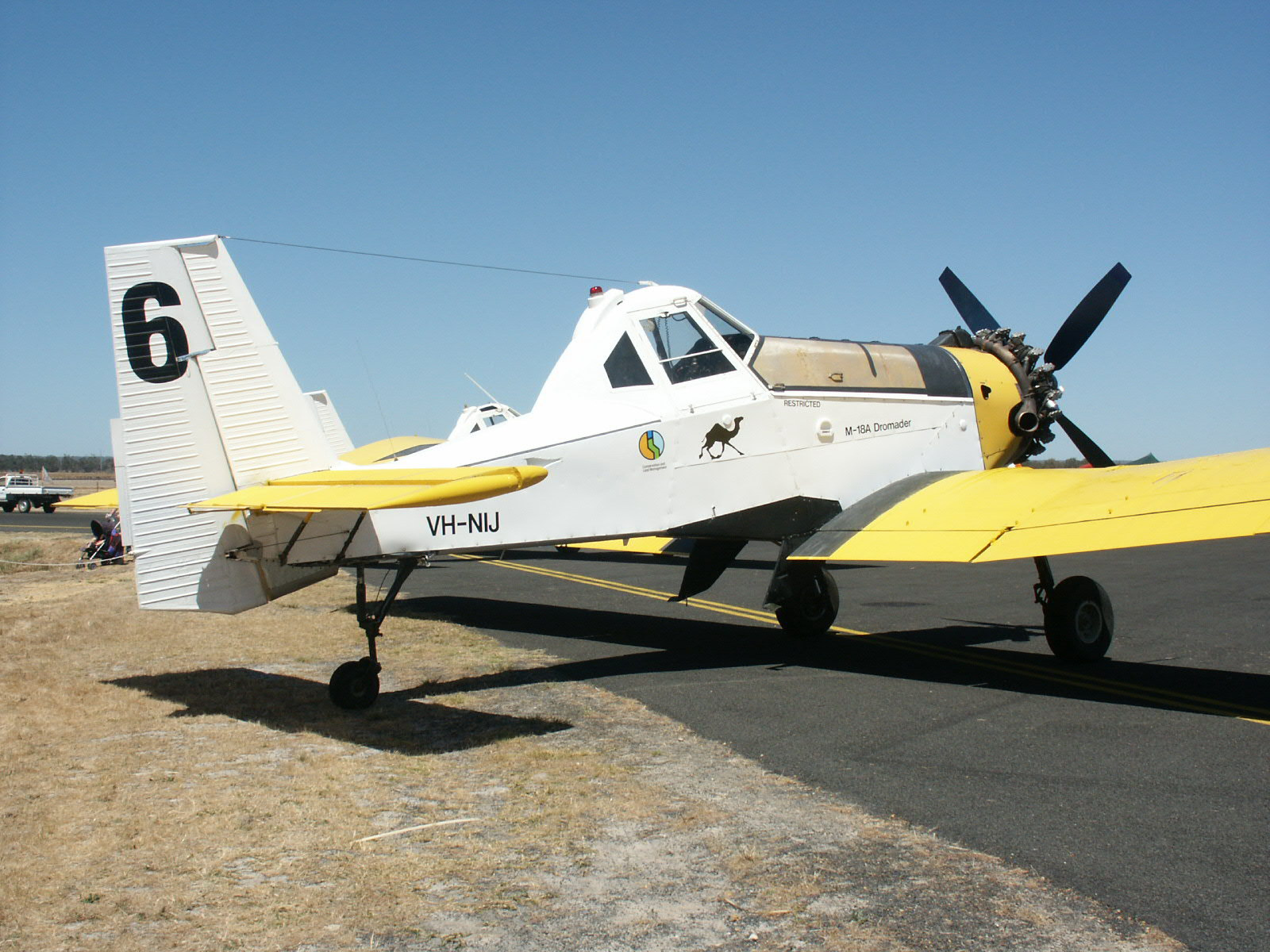
PZL M-18 Dromader

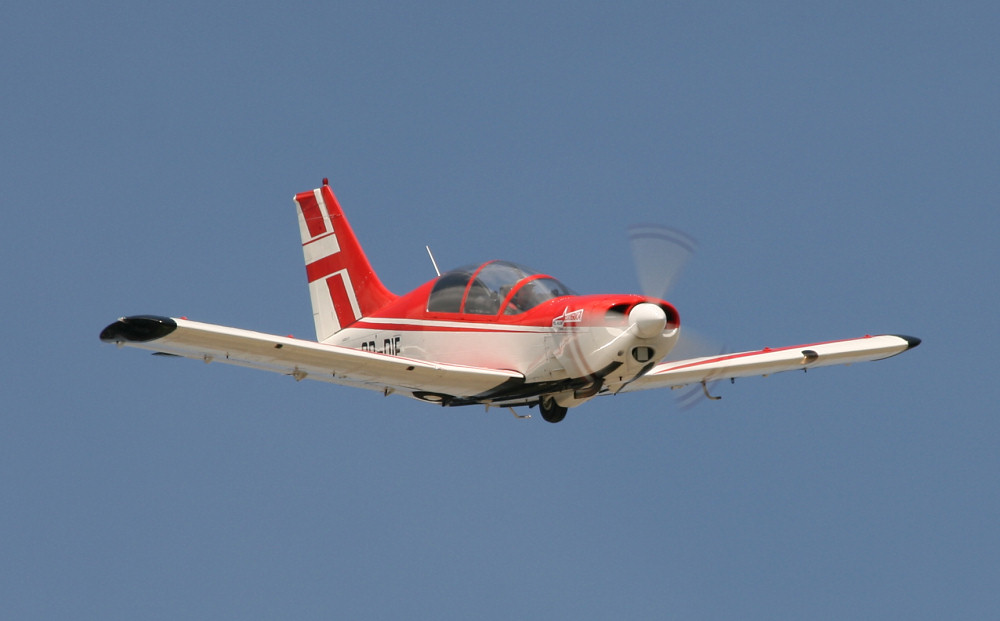
PZL M26 Iskierka

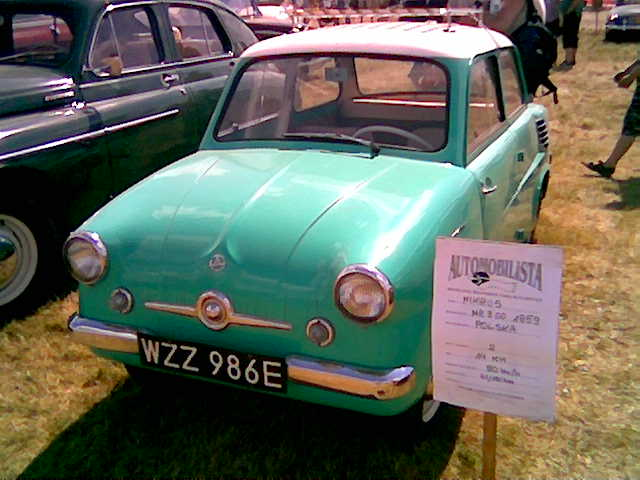
Mikrus, micro car

Durante la seconda guerra mondiale, Mielec fu occupata dai tedeschi a partire dal 13 settembre 1939. Durante l'occupazione la fabbrica divenne parte integrante della Ernst Heinkel Flugzeugwerke, per la produzione di alettoni dei bombardieri Heinkel He 111 e riparazione dei trimotori da trasporto Junkers Ju 52. Nel luglio del 1944 i tedeschi in ritirata si portarono via tutte le macchine e le attrezzature. Mielec venne requisita dall'Armata Rossa il 6 agosto 1944. In un primo momento, la fabbrica fu gestita dai sovietici e destinata ai lavori di riparazione. Il 22 luglio 1945 fu restituita ai polacchi.

## Presente e futuro
Il 16 marzo 2007 la Polskie Zakłady Lotnicze venne acquisita dalla statunitense Sikorsky Aircraft Corporation, una società appartenente alla United Technologies Corporation (UTX). Tra le altre attività, la Polskie Zakłady Lotnicze è stata destinata all'assemblaggio finale del S-70 Blackhawk
La vendita senza asta pubblica e le sue conseguenze sono state pesantemente criticate dalla stampa militare polacca che ha ritenuto che il basso prezzo (56,1 milioni di PLN) fosse dovuto a pressioni della lobby filo-americana. È stato inoltre sottolineato che l'esercito polacco ha concordato nel dicembre 2008 l'acquisto di 12 aerei considerati inutili, i M-28B, per un prezzo due o tre volte superiore al loro valore reale e ai prezzi all'esportazione.